# Vestingmolen Bourtange
De Vestingmolen is een standerdmolen op een van de wallen van de voormalige legervesting Bourtange in de provincie Groningen.
Oorspronkelijk stond op deze locatie al in 1619 een walmolen. Deze standerdmolen staat sinds 1832 in Ter Haar. Bij de reconstructie van de vesting is deze molen in 1980 als kopie van de oorspronkelijke molen in Ter Haar gebouwd. Deze standerdmolen heeft bijvoorbeeld een houten bovenas en borstroeden. Naast de standerdmolen op het molenbastion is een kleine rosmolen gesitueerd, deze werd gebruikt in tijden van nood om toch graan te kunnen malen. Ook deze rosmolen is bij de reconstructie van de vesting in ere hersteld. De standerdmolen wordt regelmatig door een vrijwillig molenaar in bedrijf gesteld en is eigendom van de gemeente Westerwolde.
De molen is een gemeentelijk monument.